# Rapastinel
Il rapastinel (INN) (ex nomi in codice di sviluppo: GLYX-13 e BV-102) è un nuovo antidepressivo in fase di sviluppo da Allergan (precedentemente Naurex) come terapia aggiuntiva per il trattamento del disturbo depressivo maggiore resistente al trattamento. Si somministra per via endovenosa (non attivo per via orale) sotto forma di amidata tetrapeptide (Thr-Pro-Pro-Thr-NH2) che funge da debole agonista parziale (misto antagonista / agonista) di un sito allosterico della glicina sito nel recettore NMDA (Emax ≈ 25%). Il farmaco è un antidepressivo ad azione rapida e di lunga durata, nonché un robusto potenziatore cognitivo in virtù della sua capacità di inibire e migliorare la trasduzione del segnale mediata dal recettore NMDA.
Il 3 marzo 2014, la FDA statunitense ha concesso la designazione Fast Track allo sviluppo di rapastinel come terapia aggiuntiva nel disturbo depressivo maggiore resistente al trattamento. A partire dal 2015, il farmaco aveva completato lo sviluppo clinico di fase II per questa indicazione. Il 29 gennaio 2016, Allergan (che ha acquisito Naurex nel luglio 2015) ha annunciato che rapastinel aveva ricevuto la "designazione" di Breakthrough Therapy dalla FDA statunitense per il trattamento aggiuntivo del disturbo depressivo maggiore.
Rapastinel appartiene a un gruppo di composti, denominati glixine (da cui il nome GLYX-13), che sono stati derivati tramite modifica strutturale di B6B21, un anticorpo monoclonale che si lega in modo simile e modula il NMDA recettore. Le glicossine sono state inventate da Joseph Moskal, il co-fondatore di Naurex. Glyxins e B6B21 non si legano al sito della glicina del recettore NMDA ma piuttosto a un sito di regolazione che serve a modulare allostericamente il sito della glicina. In quanto tale, rapastinel è tecnicamente un modulatore allosterico del sito della glicina del recettore NMDA, e quindi è descritto più accuratamente come un agonista parziale debole del sito della glicina funzionale. 
Oltre ai suoi effetti antidepressivi, è stato dimostrato che rapastinel migliora la memoria e l'apprendimento sia nei giovani adulti che nei ratti anziani con problemi di apprendimento. È stato dimostrato che aumenta le garanzie di Schaffer: il potenziamento a lungo termine del CA1 in vitro. Di concerto con un compito di apprendimento, rapastinel ha anche dimostrato di elevare l'espressione genica dell'ippocampo NR1, una subunità del recettore NMDA, nei ratti di tre mesi. Gli effetti neuroprotettivi sono stati dimostrati anche nei gerbilli mongoli ritardando la morte dei neuroni piramidali CA1, CA3 e del giro dentato in condizioni di carenza di glucosio e ossigeno. Inoltre, rapastinel ha dimostrato antinocicettivo attività, che è di particolare interesse, in quanto entrambi competitivi e non competitivi antagonisti dei recettori NMDA sono atassica a analgesiche dosi, mentre rapastinel e altre subunità glicina ligandi sono in grado di suscitare analgesia a dosi non atassica.
L'apimostinel (NRX-1074), un analogo del rapastinel con lo stesso meccanismo d'azione ma più potente, è stato sviluppato dalla stessa azienda come composto di proseguimento del rapastinel.
Il 6 marzo 2019, Allergan ha annunciato che rapastinel non è riuscito a differenziarsi dal placebo durante gli studi di fase III. Da allora il suo sviluppo è stato interrotto.